# Dictyosiphon foeniculaceus
Espèce
Synonymes
- Chordaria flagelliformis var. hippuroides (Lyngbye) J.Agardh, 1848[2]
- Chordaria flagelliformis var. intricata C.Agardh, 1817[2]
- Conferva foeniculacea Hudson, 1762[2]
- Dictyosiphon corymbosus f. abbreviatus Kjellman, 1883[2]
- Dictyosiphon corymbosus Kjellman, 1883[2]
- Dictyosiphon foeniculaceus f. flaccidus (Areschoug) Kjellman, 1880[2]
- Dictyosiphon foeniculaceus f. hippuroides (Lyngbye) Levring, 1940[2]
- Dictyosiphon foeniculaceus f. typicus Kjellman, 1883[2]
- Dictyosiphon foeniculaceus subsp. flaccidus Areschoug, 1873[2]
- Dictyosiphon foeniculaceus subsp. hispidus Kjellman, 1877[2]
- Dictyosiphon foeniculaceus var. flaccidus (Areschoug) Areschoug, 1875[2]
- Dictyosiphon foeniculaceus var. hispidus (Kjellman) F.S.Collins, 1937[2]
- Dictyosiphon fragilis Harvey ex Kützing, 1849[2]
- Dictyosiphon hippuroides f. typicus Kjellman[2]
- Dictyosiphon hippuroides var. fragilis Kjellman[2]
- Dictyosiphon hippuroides (Lyngbye) Kützing, 1856[2]
- Dictyosiphon hispidus (Kjellman) Kjellman, 1877[2]
- Gigartina plicata var. hippuroides (Lyngbye) Oersted, 1844[2]
- Halymenia foeniculacea (Hudson) C.Agardh, 1817[2]
- Ilea foeniculacea (Hudson) Fries, 1835[2]
- Scytosiphon foeniculaceus var. intricatus (C.Agardh) Lyngbye, 1819[2]
- Scytosiphon foeniculaceus var. membranaceus Lyngbye, 1819[2]
- Scytosiphon foeniculaceus (Hudson) C.Agardh, 1811[2]
- Scytosiphon hippuroides Lyngbye, 1819[2]
- Scytosiphon ramellosus J.Agardh, 1836[2]
- Scytosiphon tomentosus Hornemann, 1818[2]
- Sphaerococcus hippuroides (Lyngbye) C.Agardh, 1824[2]
- Sphaerococcus plicatus var. hippuroides (Lyngbye) C.Agardh, 1822[2]
- Ulva foeniculacea (Hudson) C.Agardh, 1816[2]

Dictyosiphon foeniculaceus est une espèce d'algues brunes de la famille des Chordariaceae.

## Liste des formes et variétés
Selon World Register of Marine Species (14 août 2017) :
- variété Dictyosiphon foeniculaceus var. americanus F.S.Collins
- variété Dictyosiphon foeniculaceus var. subarticulatus Areschoug
- forme Dictyosiphon foeniculaceus f. filiformis Reinke, 1889